# Chea Sim
Chea Sim (Svay Rieng, 15 novembre 1932 – Phnom Penh, 8 giugno 2015) è stato un politico cambogiano di discendenza cinese.

## Biografia
Chea cominciò la sua carriera politica nella Repubblica Popolare della Kampuchea, occupata dal Vietnam, divenendo presidente dell'Assemblea Nazionale nel 1981. Man mano che il governo si disgregava, frutto della riconciliazione fra la Repubblica e la guerriglia dell'ex sovrano Norodom Sihanouk, i comunisti pro-vietnamiti, allora al potere, persero influenza. Heng Samrin, che governava il Paese dal 1979, fu costretto nel 1991 a lasciare a Chea il controllo del Partito Popolare Cambogiano — che, ripudiando il marxismo, divenne Partito Popolare Cambogiano —; il 6 aprile 1992, per favorire la transizione, Heng dovette lasciare a Chea anche la presidenza del Consiglio di Stato — anche se fondamentalmente non aveva più alcun potere visto che era stato istituito un Consiglio Nazionale Supremo diretto da Norodom Sihanouk — fino al 14 luglio 1993, quando venne sciolto.
Da giugno 1993 Chea divenne vicepresidente dell'Assemblea Nazionale, tornandone presidente in ottobre. Nel 1993, 1994 e 1995 fu scelto da Norodom, tornato re, suo reggente per brevi periodi. Nel 1999 assunse la presidenza del Senato, che ha detenuto fino alla morte, avvenuta nel 2015 all'età di 82 anni. Dal 7 al 14 ottobre 2004, dopo l'abdicazione di Norodom, fu capo di Stato del Paese, finché Norodom Sihamoni non fu eletto nuovo sovrano.
Chea è stato uno dei maggiori sostenitori del governo di Hun Sen.